# Éditions Desclée de Brouwer
Pour les articles homonymes, voir de Brouwer, Brouwer et DDB.

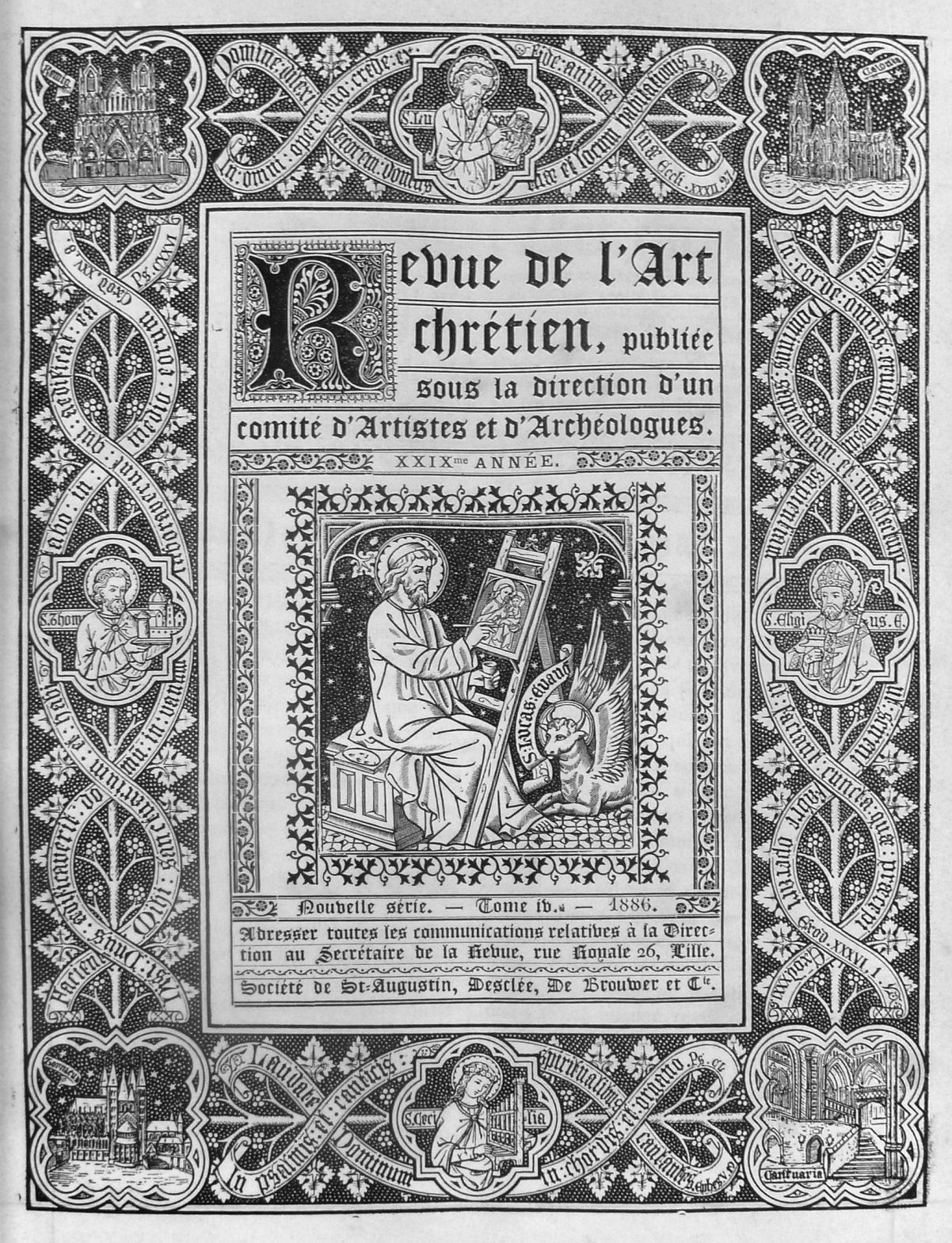
Revue de l’Art chrétien, édition 1886

Desclée de Brouwer (DDB) est une maison d'édition française d'origine belge.

## Histoire
Les Éditions Desclée de Brouwer ont été fondées en 1877 à Bruges (Belgique) par Henri Desclée (1830-1917), industriel belge pionnier du gaz d'éclairage, à l'origine de la fondation de l'abbaye de Maredsous et du couvent des Clarisses de Roubaix, et par Alphonse de Brouwer (1850-1937), propriétaire d'une mégisserie appelée « Jean-Baptiste de Brouwer et Cie » (qui deviendra en 1883 l'imprimerie « Desclée, de Brouwer et Cie »), dans le but de promouvoir la culture chrétienne.
Dans les années 1930, cette maison d'édition s'installe à Paris tout en conservant son site en Belgique. Elle défend alors une position libérale, sa filiale argentine diffusant ainsi les idées de Jacques Maritain malgré une forte opposition national-catholique.
En 1982, le groupe de Publications de la Vie catholique (PVC) rachète à 100 % le capital de Desclée de Brouwer.
En 2006, Le Monde revend DDB à l'éditeur suisse Parole et Silence, spécialisé dans la spiritualité chrétienne.
En 2009, DDB reprend les éditions du Rocher et, en 2011, les Éditions François-Xavier de Guibert.
Le 9 octobre 2012, DDB et Le Rocher sont placées en redressement judiciaire
Le 19 mars 2014 DDB obtient la signature d'un plan de continuation présenté par les nouveaux actionnaires issus des Éditions Artège, avec le soutien de Ernesto Rossi di Montelera. Marc et Sabine Larrivé conservent, eux, les Éditions Parole et Silence.
En novembre 2016, les Éditions Artège créent le groupe d'édition Elidia qui regroupe cette maison d'édition aux Éditions Desclées de Brouwer, François-Xavier de Guibert, Éditions du Rocher, et Ad Solem. En 2022 le groupe intègre les Éditions Nouvelle Cité
.